# Motd

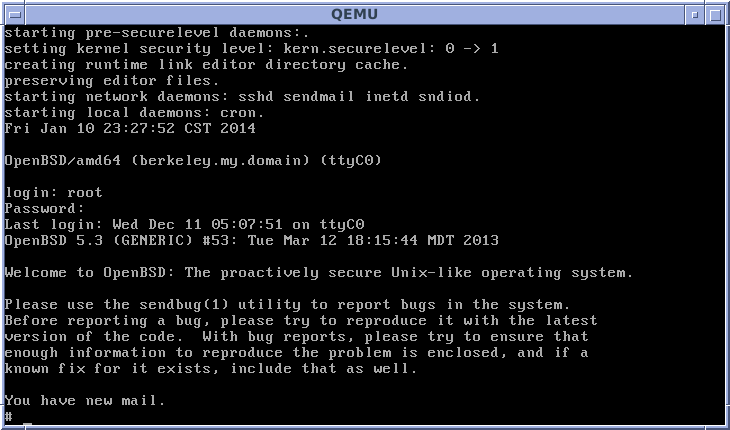
OpenBSD 5.3上显示的默认motd

在类Unix系统中，/etc/motd是一个包含“今日消息”（message of the day）的文件。比起电子邮件，使用motd给所有用户发送消息显得更有效率。其它操作系统中也可能有这一功能，比如Multics中的motd信息分段。

## 用途
/etc/motd 内容的会在用户成功登录后由Unix登录命令显示，整个过程发生在shell登录之前。
较新的类Unix系统可以生成动态消息。
motd也被运用在其它领域，比如IRC服务器、半条命系列游戏等。